# STS-73
STS-73は1995年の10月から11月にかけて行われたコロンビアのスペースシャトル計画。米国微小重力実験室による2回目のミッションである。クルーはレッドチームとブルーチームの二手に分かれて宇宙で16日間を過ごした。この計画には幾つかの詳細試験項目も含まれていた。

## 乗組員
- 船長 - ケネス・バウアーソックス (3)
- 操縦手 - ケント・ロミンガー（英語版） (1)
- ミッションスペシャリスト1 - キャスリン・コールマン (1)
- ミッションスペシャリスト2 - マイケル・ロペス＝アレグリア (1)
- ミッションスペシャリスト3 - キャスリン・C・ソーントン (4)
- ペイロードスペシャリスト1 - フレデリック・レスリー（英語版） (1)
- ペイロードスペシャリスト2 - アルバート・サッコ（英語版） (1)

### バックアップ
- ペイロードスペシャリスト1 - R・グリン・ホルト (1)
- ペイロードスペシャリスト2 - デイヴィッド・H・マティーセン (1)

括弧内の数字は今回を含めたフライト回数を表す。

## ハイライト

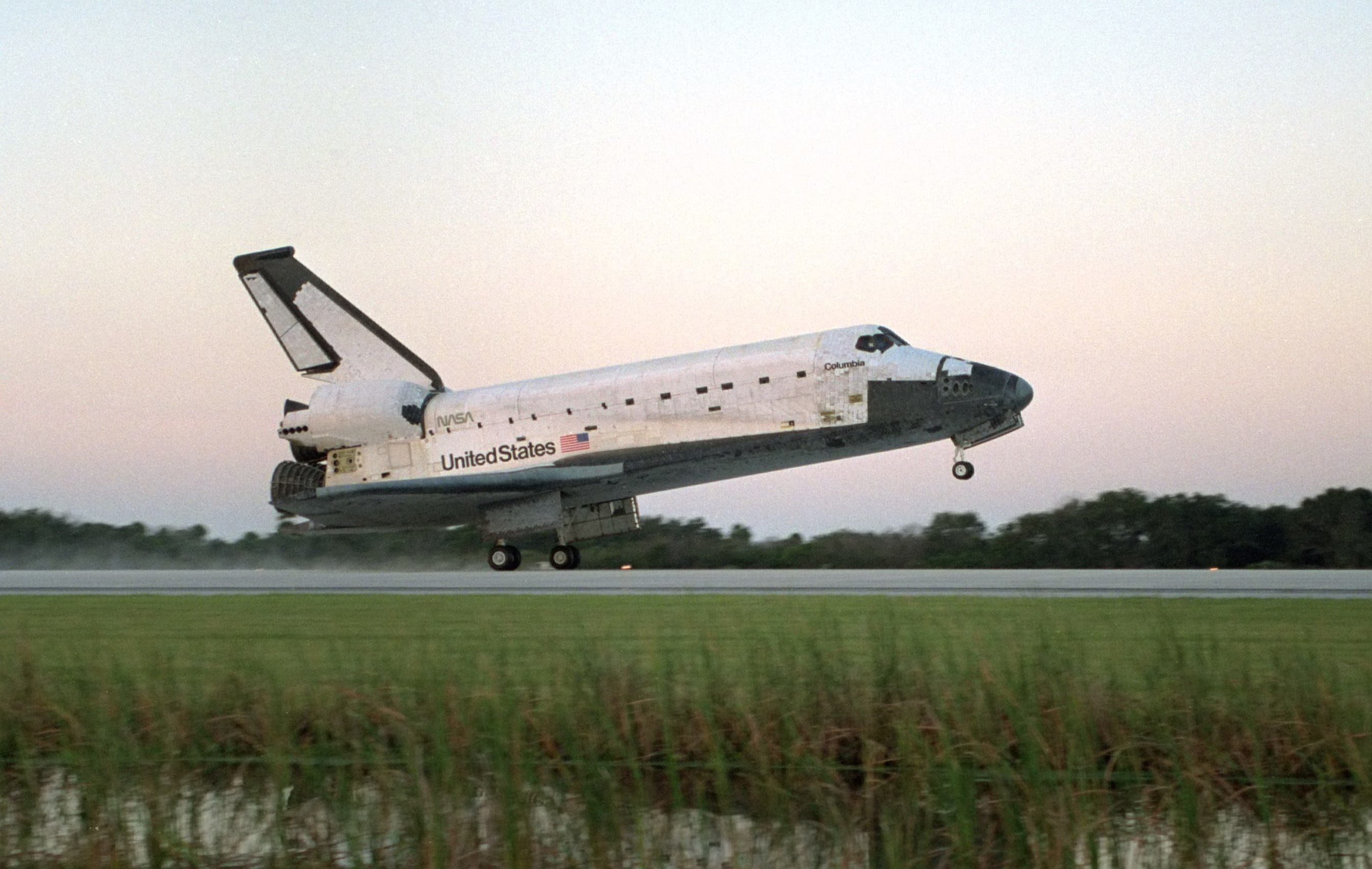
STS-73の着陸

スペースラブ米国微小重力実験室 (USML-2) の第2次ミッションはSTS-73の主要ペイロードであった。ほぼ無重力の宇宙環境である「微小重力」分野の科学技術を押し広げるための16日間の宇宙飛行に米政府・大学・企業が協力した。
USML-2ペイロードで行われたいくつかの実験は、「コロンビア」のSTS-50 (1992年) でおこなわれた第1次USML計画での結果から提案されたものである。USML-1計画は流体物理学の理論モデル、燃焼と火炎伝播における重力の働き、半導体結晶生成における重力の影響に新たな知見を与えた。科学者たちが蛋白質結晶の分子構造を特定することができるようになったのは、USML-1の蛋白質結晶成長実験から集められたデータによる成果である。
USML-2はそれらを基礎として作り上げられている。得られた技術知識はミッションの手順及びオペレーションの改善に織り込まれた。ISS (国際宇宙ステーション) や今後の宇宙計画のより応用的なオペレーションへの準備のためであると同時に、地球上あるいは宇宙での基本的な物理的プロセスに対する科学的理解を深めるために実験班は可能な限りハードウェアを改良した。
USML-2では以下を含む実験が行われた。
- 表面張力対流実験 (Surface Tension Driven Convection Experiment (STDCE) ) 、落下物理モジュール (Drop Physics Module) 、落下力学実験 (Drop Dynamics Experiment)
- 表面制御現象実験における科学技術 (Science and Technology of Surface-Controlled Phenomena experiment)
- 流体細胞地球物理学実験 (the Geophysical Fluid Flow Cell Experiment)；結晶成長炉 (Crystal Growth Furnace) 、高品質テルル化カドミウム亜鉛合成物半導体の軌道処理実験 (Orbital Processing of High Quality Cadmium Zinc Telluride Compound Semiconductors experiment)
- 微小重力環境下におけるガリウムひ素結晶成長の不純物偏析作用の研究 (Study of Dopant Segregation Behavior During the Crystal Growth of Gallium Arsenide (GaAs) in Microgravity experiment)
- 方向性凝固による選択されたII-VI半導性合金結晶成長実験 (Crystal Growth of Selected II-VI Semiconducting Alloys by Directional Solidification experiment)
- 微小重力環境におけるテルル化カドミウム水銀の蒸気輸送結晶成長実験 (Vapor Transport Crystal Growth of Mercury Cadmium Tellurida in Microgravity experiment)
- ゼオライト結晶成長炉 (Zeolite Crystal Growth Furnace (ZCG) ) 、接合面形状実験 (Interface Configuration Experiment (ICE) )、振動熱キャピラリ流実験 (Oscillatory Thermocapillary Flow Experiment)
- 繊維支持体液滴燃焼実験 (Fiber Supported Droplet Combustion Experiment)
- 粒子分散実験 (Particle Dispersion Experiment)
- シングルロッカー蛋白質結晶成長実験 (Single-Locker Protein Crystal Growth experiment) (微小重力蛋白質結晶化装置 (PCAM) と微小重力拡散制御結晶化装置 (DCAM) を含む)
- 液液拡散による結晶成長 (Crystal Growth by Liquid-Liquid Diffusion) 、商用蛋白質結晶成長実験 (Commercial Protein Crystal Growth experiment)
- 発展型蛋白質結晶化設備 (Advanced Protein Crystallization Facility)、アポクリスタシアニンC結晶化実験 (Crystallization of Apocrystacyanin C experiment)
- バクテリオファージラムダリゾチーム結晶構造分析 (Crystal Structure Analysis of the Bacteriophage Lambda Lysozyme)、微小重力環境下におけるRNA分子結晶化実験 (Crystallization of RNA Molecules Under Microgravity Conditions experiment)
- 蛋白質Grb2及び三斜リゾチーム結晶化実験 (Crystallization of the Protein Grb2 and Triclinic Lysozyme experiment)
- 好熱性アスパルチルtRNA合成酵素及びタウマチン微小重力結晶化実験 (Microgravity Crystallization of Thermophilic Aspartyl-tRNA Synthetase and Thaumatin experiment)
- CcdB微小重力環境結晶化実験 (Crystallization in a Microgravity Environment of CcdB experiment)
- グルタチオンS-転移酵素から得られたX線回折データ多変量解析 (A Multivariate Analysis of X-ray Diffraction Data Obtained from Glutathione S Transferase experiment)
- 蛋白質結晶成長：バクテリオロドプシンによる光電荷移行実験 (Protein Crystal Growth: Light-driven Charge Translocation Through Bacteriorhodopsin experiment)
- リボソーム結晶化実験 (Crystallization of Ribosome experiment)
- スルホロブス・ソルファタリカス・アルコール脱水素酵素結晶化実験 (Crystallization of Sulfolobus Solfataricus Alcohol Dehydrogenase experiment)
- カブ黄斑モザイクウイルス、トマトアスペルミーウイルス、サテライトキビモザイクウイルス、カナバリン、ウシ肝臓カタラーゼ、コンカナバリンBの結晶化実験 (Crystallization of Turnip Yellow Mosaic Virus, Tomato Aspermy Virus, Satellite Panicum Mosaic Virus, Canavalin, Beef Liver Catalase, Concanavalin B experiment)
- 上皮細胞増殖因子結晶化 (Crystallization of the Epidermal Growth Factor (EGF))
- 膜タンパク質複合体光化学系I構造 (Structure of the Membrane-Embedded Protein Complex Photosystem I)
- 視物質ロドプシン結晶化 (Crystallization of Visual Pigment Rhodopsin)
- 商用汎用バイオ処理装置(Commercial Generic Bioprocessing Apparatus)
- 天文施設及び実験 (Astroculture Facility and Experiment)

スペースラブのグローブボックス設備 (Spacelab Glovebox Facility) では
- ゼオライト結晶成長グローブボックス (Zeolite Crystal Growth Glovebox)
- 蛋白質結晶成長グローブボックス (Protein Crystal Growth Glovebox)
- コロイド障害転移 (Colloidal Disorder-Order Transitions)

などの実験が行われた。
USML-2のフライトコントローラと実験科学者たちはNASAのマーシャル宇宙飛行センターにあるスペースラブのミッション運用管理施設から科学活動を指示し、更にいくつかのNASAセンターと大学の科学チームがモニターと多くの実験のオペレーションサポートを行った。
そのほか行われたペイロードには
- 軌道加速実験 (Orbital Acceleration Research Experiment (OARE) )
- 宇宙加速計測システム (Space Acceleration Measurement System (SAMS) )
- 三次元微小重力加速度計 (Three Dimensional Microgravity Accelerometer (3DMA) )
- 浮上評価による過渡的加速の抑制 (Suppression of Transient Accelerations By Levitation Evaluation (STABLE) )
- 高密度デジタルテレビジョン技術デモンストレーションシステム (High-Packed Digital Television Technical Demonstration system)

などがある。
TV番組『ホームインプルーブメント (Home Improvement) 』の1996年2月13日のエピソード、『フィアーオブフライング (Fear of Flying) 』『ツールタイム (Tool Time) 』に乗組員の数名が出演している。
当初1995年の9月25日に予定されていた打ち上げは1995年10月29日までに6回の延期がなされた。STS-73及びSTS-61Cはどちらも7度目の試みでようやく打ち上げにこぎ着けており、過去最も延期を重ねた計画という点で特徴的である。